# Monaster Zaśnięcia Matki Bożej w Odessie
Monaster Zaśnięcia Matki Bożej – prawosławny męski klasztor w Odessie, w jurysdykcji eparchii odeskiej Ukraińskiego Kościoła Prawosławnego Patriarchatu Moskiewskiego.

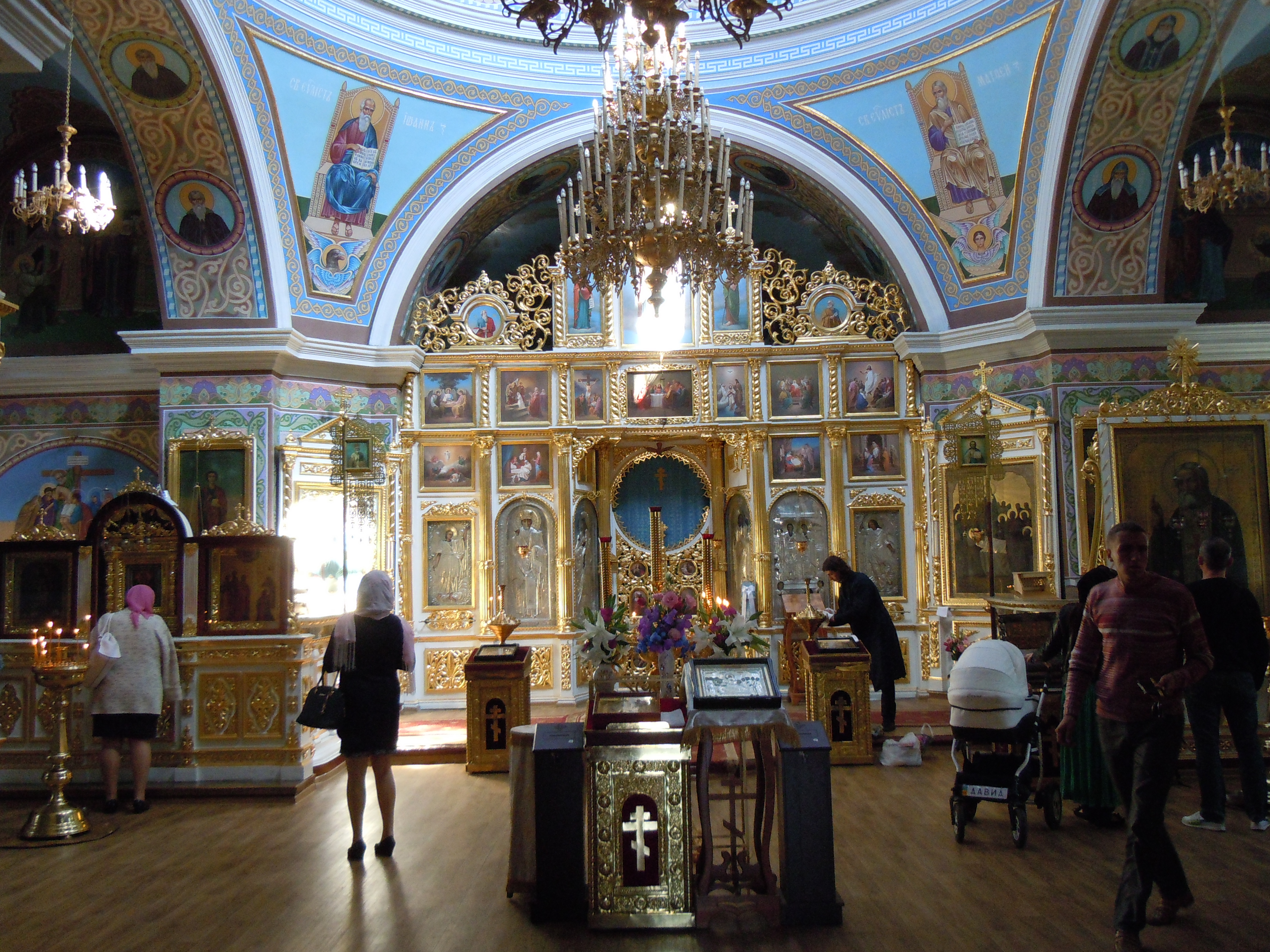
Wnętrze głównego soboru

## Historia
Monaster powstał na ziemiach przekazanych eparchii jekaterynosławskiej przez mołdawskiego szlachcica Aleksandra Teutula. W 1814 metropolita jekaterynosławski Gabriel wzniósł w tym miejscu siedzibę biskupów, zaś w 1816 drewnianą cerkiew Zaśnięcia Matki Bożej. Zgodnie z życzeniem fundatora rozpoczął również wznoszenie latarni morskiej, którą ostatecznie ukończyły świeckie instytucje. Dom biskupi w Odessie rozbudowywał po śmierci metropolity Gabriela jego następca, arcybiskup Dymitr. W 1824 Świątobliwy Synod Rządzący podjął decyzję o przekształceniu domu w monaster. W 1825 na miejscu dotychczasowej drewnianej cerkwi wzniesiono murowany sobór pod tym samym wezwaniem. W 1834 w kompleksie klasztornym powstała kolejna świątynia – cerkiew Ikony Matki Bożej „Życiodajne Źródło”, a następnie również cerkiew św. Mikołaja.
Od 1837 monaster był siedzibą biskupów chersońskich, stale rezydujących w Odessie. Od 1880 godność przełożonego klasztoru tradycyjnie sprawował jeden z biskupów pomocniczych eparchii chersońskiej.
Po rewolucji październikowej monaster został skonfiskowany Rosyjskiemu Kościołowi Prawosławnemu, zaś w 1922 zamknięty. Po 1936 sobór Zaśnięcia Matki Bożej został zniszczony. Po ponownym otwarciu monasteru w 1944 dokonano powtórnego poświęcenia cerkwi Ikony Matki Bożej „Życiodajne Źródło”, zmieniając wezwanie na to, które nosił zrujnowany sobór. W 1953 na miejscu dawnej głównej cerkwi klasztornej wzniesiono drewnianą kaplicę-źródełko. Wcześniej, w 1946, monaster w Odessie stał się letnią rezydencją patriarchów moskiewskich i całej Rusi z prawem tytułowania się monasterem patriarszym. W 1961, gdy prawosławne seminarium w Odessie straciło swoje wcześniejsze obiekty w centrum miasta, jego siedzibą stał się właśnie klasztor Zaśnięcia Matki Bożej. Od 1965 w monasterze rezydował biskup odeski, który zarazem stał się honorowym przełożonym wspólnoty. W 1967 w pokojach patriarszych urządzono domową cerkiew Świętych Sergiusza i Nikona z Radoneża.
W okresie sprawowania urzędu biskupa odeskiego przez Agatangela (Sawwina) w monasterze powstała nowa dzwonnica z cerkwią nadbramną Świętych Borysa i Gleba oraz sobór Ikony Matki Bożej „Życiodajne Źródło”. Monaster jest ośrodkiem kultu mnicha Kukszy Odeskiego.